# Dobrasee
Der Dobrasee ist ein Stillgewässer der Stadt Storkow (Mark) im brandenburgischen Landkreis Oder-Spree.

## Geographie und Geologie
Der durch zwei Quellen am Südhang gespeiste See liegt südwestlich des Ortsteils Schwerin und 750 m vom Schweriner See entfernt in einem Waldgebiet. Im Westen am Bugker Seegraben, der den Dobrasee in den Bugker See entwässert, liegt der Wohnplatz Kurtmühle, im Süden der Ortsteil Groß Eichholz. Das Gewässer wird durch einen gleichnamigen Weg von Schwerin aus erschlossen. Am Südufer des Sees verläuft die Grenze zwischen Storkow und der Gemeinde Münchehofe.
Der Dobrasee liegt in einem Erdniedermoor aus Torf, der teilweise über Flusssand liegt. Im nördliche Bereich befinden sich podsolig vergleyte Braunerden und podsolige Gley-Braunerden. Der südliche Bereich besteht aus podsoligen Braunerden und Podsol-Braunerden aus Sand über Schmelzwassersand.

## Etymologie
Der See wird bereits 1436 erwähnt als den dobin, der do leyet vor Swerin und 1448 als uff dem Sehe dobur. Spätere Namen sind Doberin, Dobbrow, Dobrow, Duber See und Dobra See. Der Name geht auf das altsorbische *Dobr- zum Adjektiv *dobr- zurück, das „gut“ bedeutet, hier wohl im Sinne von „schön, klar, sauber“ oder auch „nützlich, reich an Fischen“.

## Flora und Fauna
In dem relativ klaren Gewässer mit einer Sichttiefe von 3,40 Metern finden sich dichte Makrophytenbestände bis zu einer Tiefe von 3,30 Meter. Die dominierende Pflanze ist das Raue Hornblatt. Es gibt aber auch Bestände von Weißer See- und Gelber Teichrose. Im südlichen Bereich kommen Stern-Armleuchteralgen vor. Der Dobrasee besitzt in seinem östlichen Teil einen fast geschlossenen Röhrichtsaum aus Schilfrohr. Im See leben das Rotauge, die Rotfeder sowie der Flussbarsch. Der Fischbesatz ist jedoch abnehmend, so dass das heute eutrophe Gewässer zunehmend mesotroph wird. Im Quellbereich wurden zwei verschiedene Arten von Steinfliegen sowie zehn Muschel- und Schneckenarten nachgewiesen.
Im umliegenden Waldgebiet gedeihen Kiefern, die an den Hanglagen zum Ufer von Schmielen und Habichtskräutern abgelöst werden. An vereinzelten, trockenen Kuppen wachsen solitäre Kiefern, vereinzelt auch Stieleichen, Roteichen sowie das Silbergras. Am westlichen Seeufer wachsen in einer schmalen Randzone Erlen sowie Birken. Es folgt eine Feuchtwiese, auf der das Honiggras, die Sumpfdotterblume sowie die Kohldistel gedeihen. In einer durch Erosion entstandenen Schlucht wächst das Birngrün. Der Quellsumpf wird vom Schmalblättrigen Merk sowie der Wasserminze umsäumt.
Im Umfeld des Sees leben 30 Vogelarten, darunter das Blässhuhn, die Stockente, der Haubentaucher sowie der Teichrohrsänger. Weiterhin leben dort die Blau- und Kohlmeise sowie die Weidenmeise. Der Uferbereich wird vom Trauer- und Grauschnäpper, der Nachtigall, dem Fitis, dem Zilpzalp, dem Zaunkönig, dem Kleinspecht sowie dem Pirol bevölkert. Hinzu kommen zehn Libellenarten, darunter die gefährdete Kleine Königslibelle, die Keilfleck-Mosaikjungfer und die Kleine Zangenlibelle.

## Nutzung

### Fischwirtschaft
Der Dobrasee wird gewerblich durch die Fischerei „Aurora“ in Kolberg bewirtschaftet und vom Deutschen Anglerverband, Ortsgruppe Selchow-Schwerin, genutzt. Besetzt wird er mit Zander und Glasaalen. Karpfen aus früherem Besatz werden durch herbstliche Reusenbesfischung regelmäßig entnommen.

### Freizeitaktivitäten
Am Nordufer des Dobraseesees gibt es eine offizielle Badestelle. Der See befindet sich im Naturpark Dahme-Heideseen und im FFH-Gebiet Groß Schauener Seenkette.